# Шемейный
Шемейный — посёлок в Пермском крае России. Входит в Березниковский городской округ в рамках организации местного самоуправления и в Усольский район в рамках административно-территориального устройства края.

## География
Расположен в западной части района (городского округа), в 37 километрах на запад по прямой от города Березники. 
Климат
Климат умеренно-континентальный с суровой продолжительной зимой и теплым коротким летом. Самый холодный месяц – январь со среднемесячной температурой (-15,7 оС), самый теплый – июль со среднемесячной температурой (+17,4 оС). Продолжительность безморозного периода в среднем составляет 114 дней. Общее число дней с положительной температурой  190. Последний весенний заморозок в среднем наблюдается в конце мая, а первый осенний – в конце второй декады сентября. Среднегодовая температура воздуха по данным города Березники 0,9 оС.

## История
Посёлок был основан в 1935 году при Шемейнском лесоучастке. Затем участок вошел в Шемейный леспромхоз. В 50-е годы поселок был местом размещения ссыльных поселенцев. 
С 2004 до 2018 года посёлок входил в Усольское городское поселение Усольского муниципального района, с 2018 года относится к Пыскорскому территориальному отделу Березниковского городского округа.

## Население
| 2010 |
| ---- |
| 267  |

Постоянное население 481 человек в 2002 году (85 % русские), 267 человек в 2010 году.